# Jesevije
Jesevije u derviši jasevijskog tarikata (derviškog reda) koji je osnovao Ahmed ibn Ibrahim ibn Ali Jesavi. Jedan od najpoznatijih jesevija bio je veliki pjesnik Junuz Emre.

## Vanjske povezice
- Sve podjele u islamu (V)